# هوسوپرستگ
هوسوپِرِستِگ (به مجاری:  Hosszúpereszteg) یک شهرداری در مجارستان است که در واش واقع شده‌است. هوسوپرستگ ۳۷٫۰۱ کیلومتر مربع مساحت و ۷۳۷ نفر جمعیت دارد.